# Fållökna

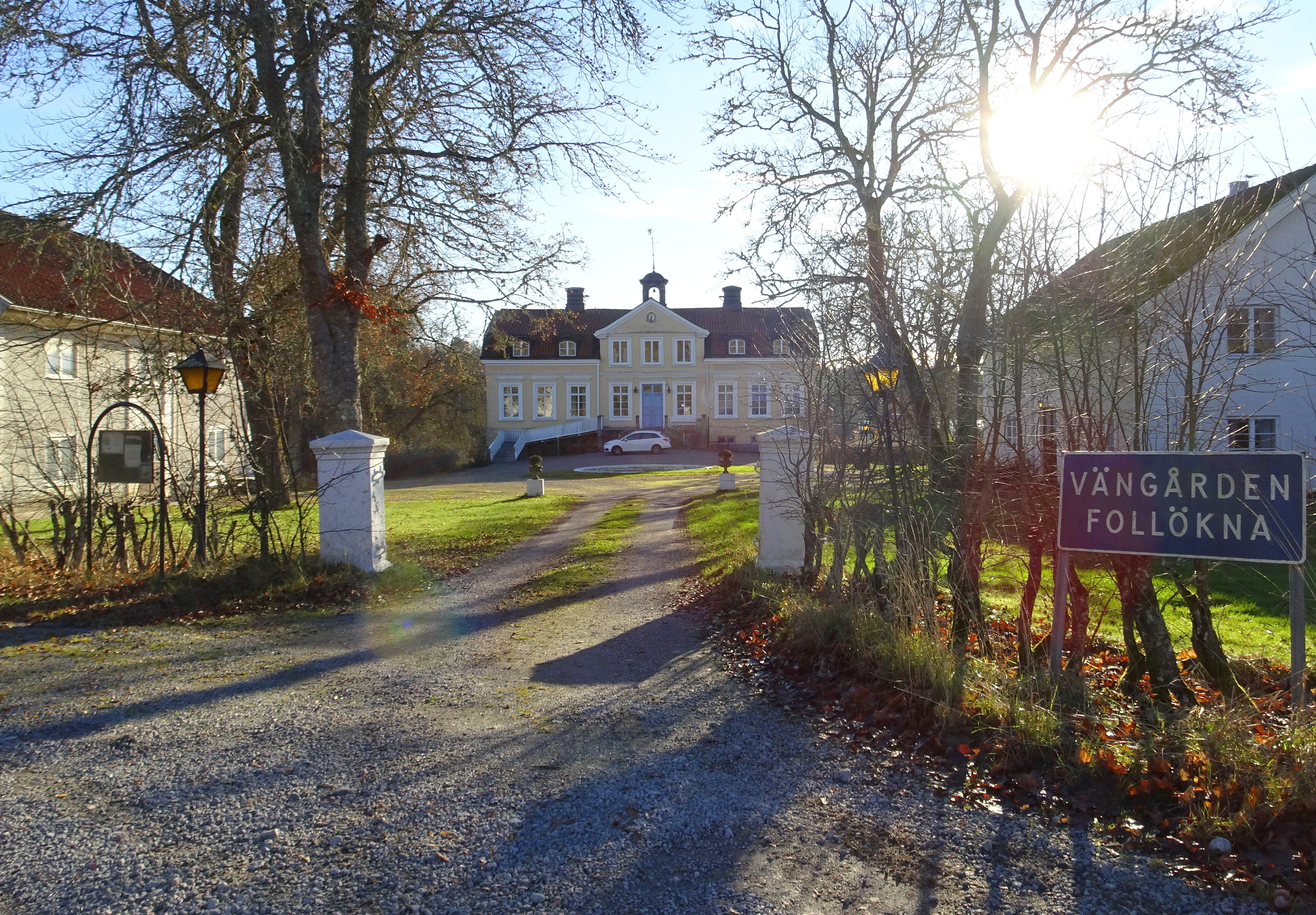
Fållökna gård, huvudbyggnad och flyglar, november 2021.

Fållökna (även stavat Follökna) är en herrgård och ett tidigare säteri i Lilla Malma socken, Flens kommun, Södermanland. Herrgården är belägen vid sjön Nedingens strand cirka 4,8 kilometer söder om Malmköping, och anses ha anor från medeltiden. Sedan 1960-talet är herrgården plats för Vängården Follökna med vandrarhem, konferenser, kurser, läger och liknande. Ej att förväxla med Fållökna gård som är en annan egendom.

## Historik

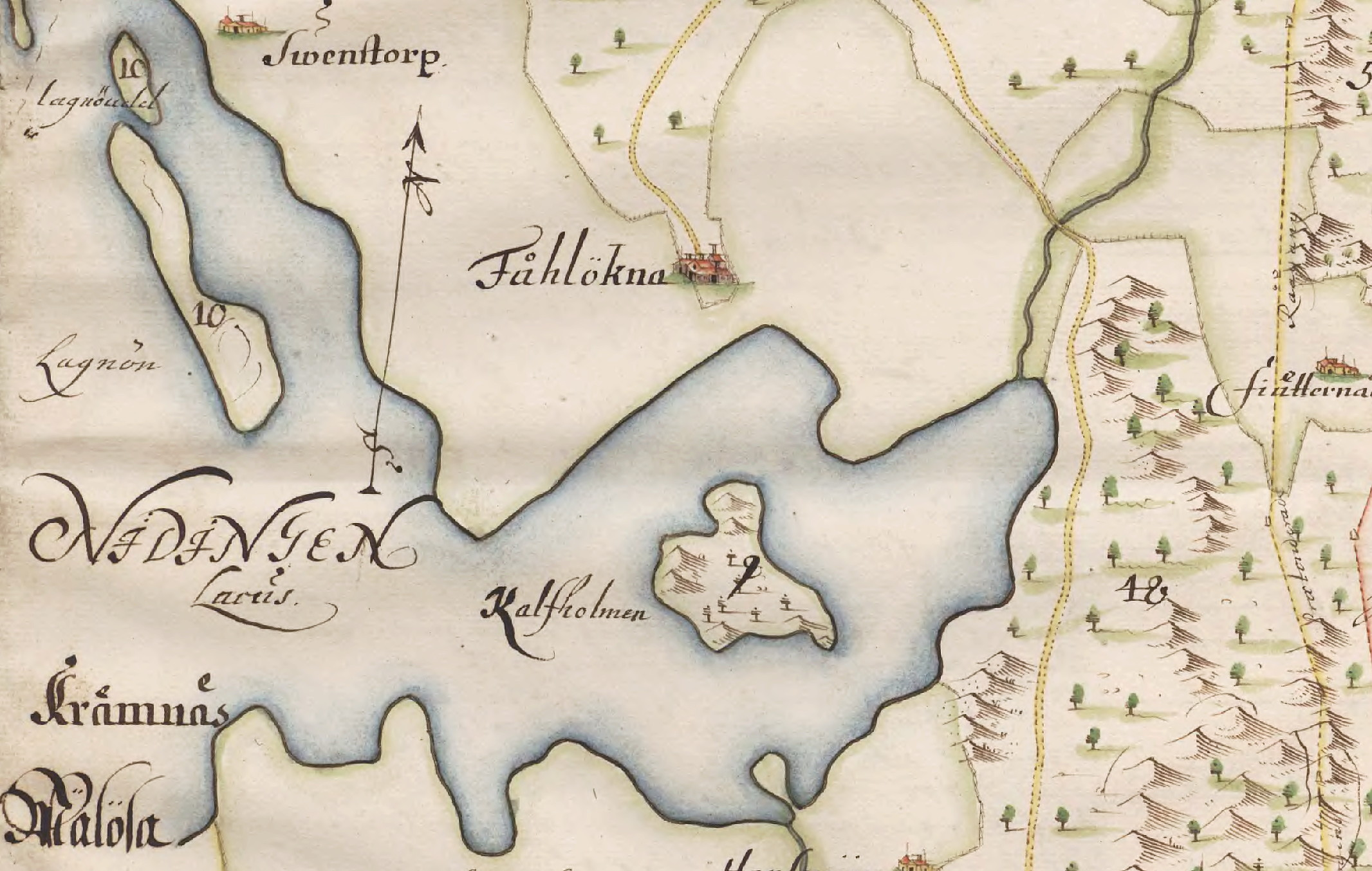
"Fåhlökna", på kartografen Eric Nilsson Agners karta från 1685.

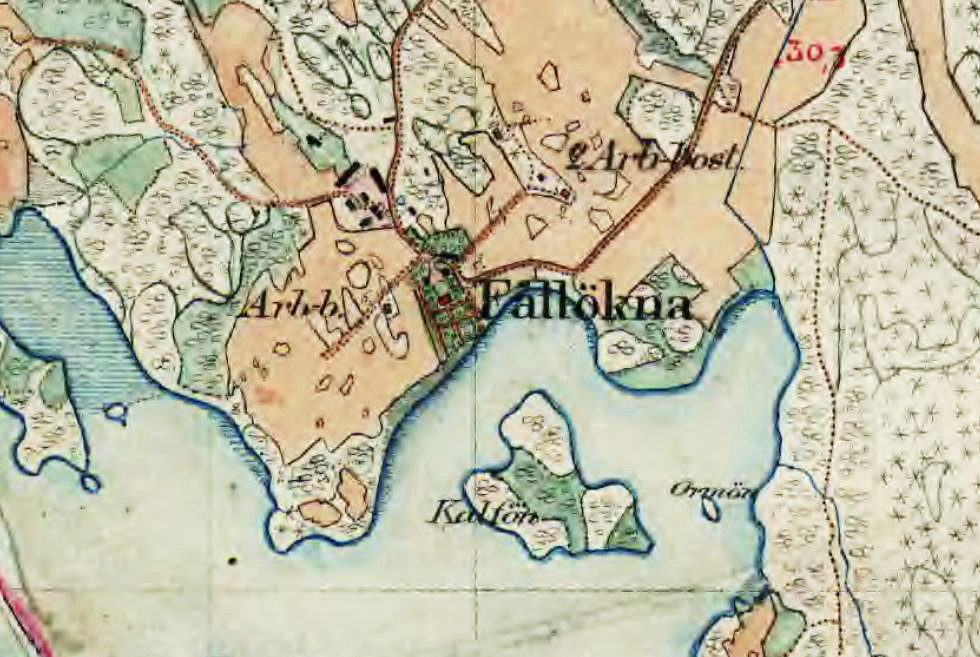
Fållökna på 1890-talet

I Fållöknas trädgård hittade man 1870 en sigillstamp från medeltiden med ett andligt vapen. Det har enligt inskriften tillhört Lorens Niclasson (Laurencii Nicliss). Men om han var ägare till gården vet man inte. Fållökna nämns i skrift första gången 1422 då det talas om en Lasse Niclisson j foløknum. Förleden innehåller order "fåle" (unghäst) och efterleden pluralformen av orden "öken" (ödemark). Det senare är vanligt förekommande i Södermanland.
Ägarlängden kan följas först från mitten av 1500-talet när Christopher Pederzon till Fålköckna omnämns i ett pergamentsbrev från 18 september 1553. År 1560 blev Fållökna sätesgård för Christoffer Persson, kronofogde i Oppunda härad och ägare till all jord i socknen.
År 1593 innehades gården av Martin Kerner och såldes 1601 till hertig Karls gemål, sedermera drottning Christina d.ä., som köpte gården för sina privata medel. Därmed blev Fållökna en av många egendomar som hon förfogade över. Det är inte känt om hon någonsin besökt stället.
År 1612 donerades egendomen till O.H. Wrangel och 1614 till kanslisekreteraren Erik Elofsson (död 1618) vars änka bekräftades om ägare 1623. Därefter vandrade Fållökna genom flera händer och ägdes bland andra av biskopen i Strängnäs, Johannes Mattiae. Gården reducerades, men utbyttes av landshövding Erik Lovisin (död 1693). 
Bland Fållöknas senare ägare märks häradshövdingen Jonas Krank (adlad Stiernstolpe 1696). Denne lyckades rädda Fållökna undan reduktionen 1695, eftersom gården som drottning Kristinas privata egendom inte kunde anses ha varit kronoegendom. Kranck var gift med Elisabet Osenia (död 1690) och gården innehades av hans släkt till omkring 1770.
År 1788 nämnas S.A. Piper som ägare, 1795 ätten Pantzerhielm och 1816 George Pierre Jennings vilken avled på Fållökna 1836. År 1840 gick egendomen genom köp till landskamreraren Carl Oldberg. På 1860-talet bestod gården av 1 mantal frälsesäteri med underlydande 1/4 mantal. Oldbergs arvingar behöll gården till 1907.
Fållöknas historia under 1900-talets första hälft präglas av en period där allt färre gårdar kunde försörja sig på jordbruk. Fållökna avstyckades under 1910 då åtta utgårdar och torp såldes. 1946 köptes gården av ingenjören Nils Kylin som sålde ännu mera mark så att bara herrgården och fruktträdgården återstod. Hans släktingar försökte sedan att driva ett sjukhem på Fållökna, med blandad framgång.
Sedan 1963 ägs och förvaltas herrgården av den ekumeniska och ideella föreningen Vängården Follökna som förvärvade egendomen av Kylins släkt genom en exekutiv auktion. Föreningen driver sedan dess Vängården Follökna som kursgård, gästhem och sedermera även vandrarhem som ligger i östra flygeln.
I oktober 2023 sålde föreningen herrgården.

### Byggnader

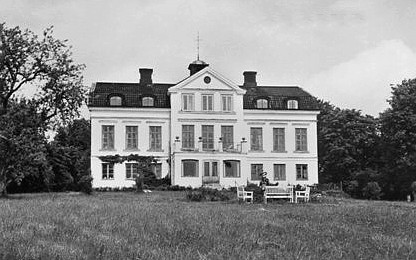
Huvudbyggnaden på ett äldre vykort.

Den tidigare huvudbyggnaden uppfördes troligen under senare hälften av 1700-talet i sten och ursprungligen i två våningar. Hur huvudbyggnaden såg ut dessförinnan kan man bara gissa, troligen var det en större bondgård byggd i trä. Fållöknas nuvarande corps de logi tillkom 1862 under Carl Oldbergs tid. Huset byggdes "på gammal grund" enligt en utredning av Nordiska museet 1925. Anläggningen är vackert belägen vid en östra vik av sjön Nedingen. Corps de logi är ett putsat stenhus i en våning mot norr och, på grund av sluttningen, med en extra souterrängvåning mot söder och sjön. 
Huset har en längd av nio fönsteraxlar och en bredd om tre. På båda långsidor accentueras byggnaden av en tre fönsteraxlar bred frontespis, vars båda frontoner smyckas av var sin klocka. Taket är ett brutet sadeltak med ett flackt övre takfall som kröns av en lanternin. Vinden är numera inredd och har takkupor längs båda sidor. 
Åt söder utbreder sig den gamla fruktträdgården. Från stranden leder en gångbro över till den lilla Trollön (tidigare benämnd Kalvholmen och Kalvön). I norr flankeras huvudbyggnaden av två fristående flyglar, båda i 1½ våning under tegeltäckta sadeltak. Norr om huvudbebyggelsen för Vängården Follökna ligger Fållökna gård som är en annan ägare. 
Fållökna gårds ekonomibyggnader med den stora ladugården från år 1900. Nu tjänar de som lager- fest- och samlingslokaler. Bland Fållöknas gamla torp märks Ekbacken, Uddebo och Knotebo som kan hyras för övernattning.

### Nutida bilder

Huvudbyggnaden
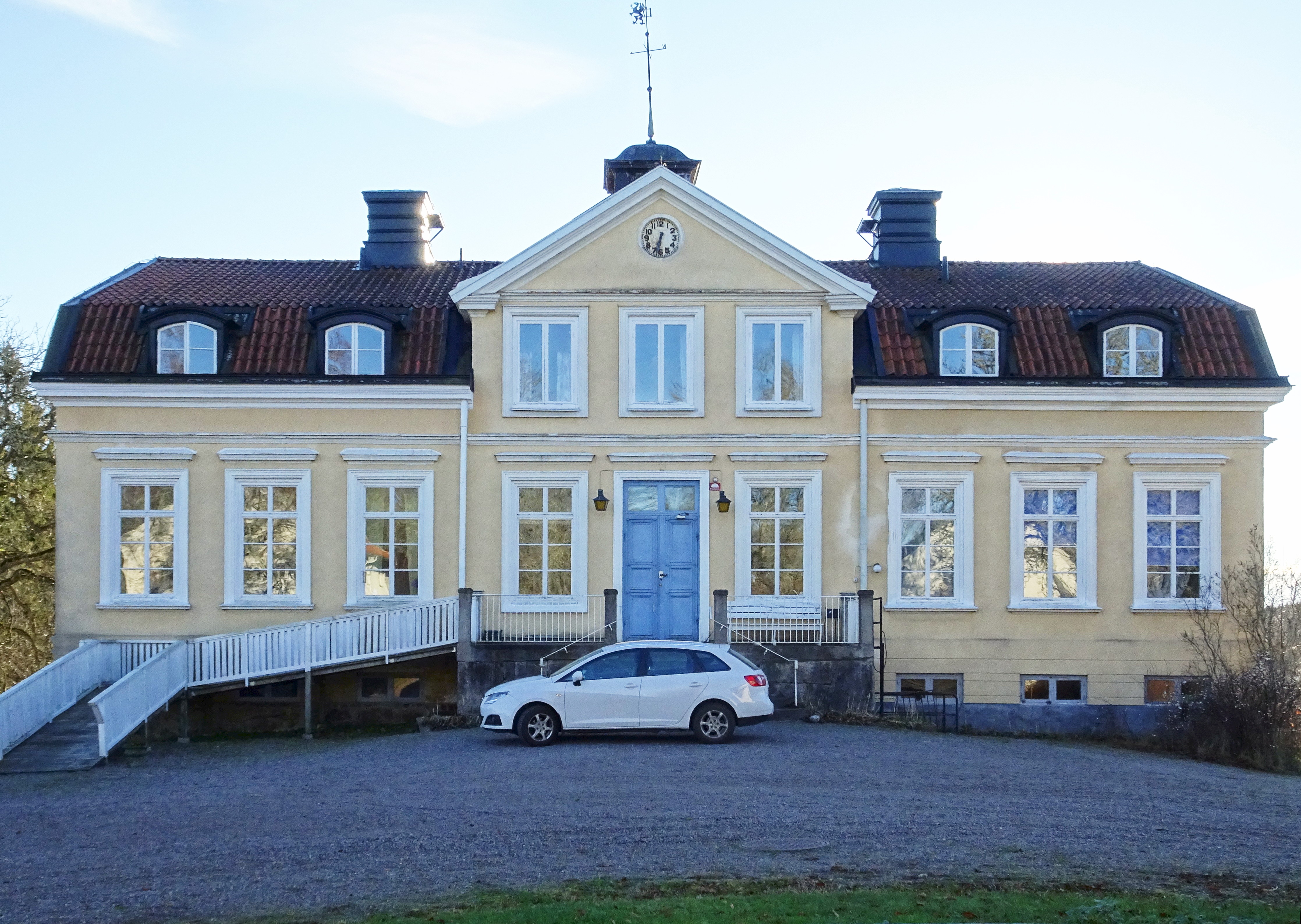
Huvudbyggnaden mot norr.
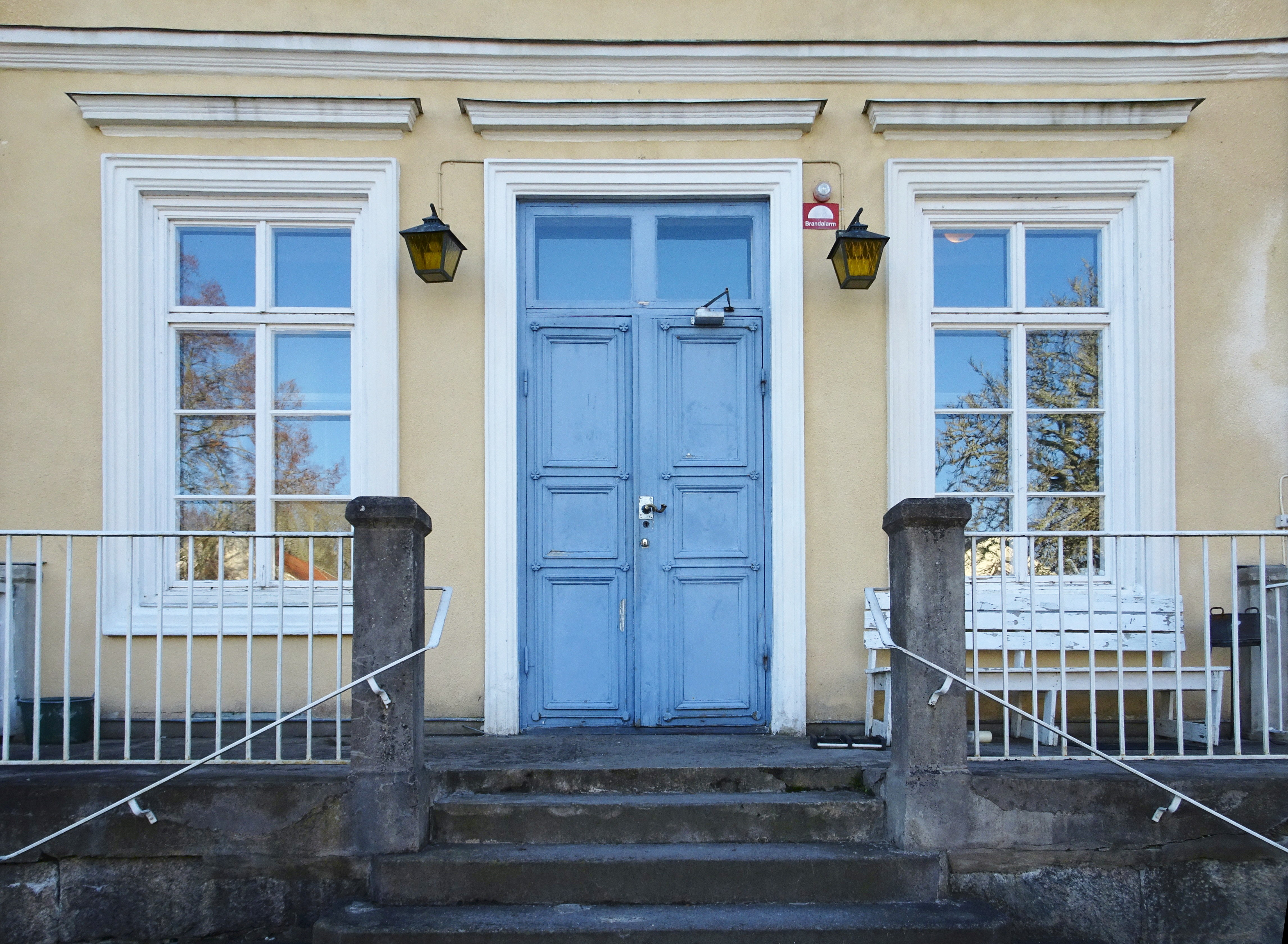
Huvudentrén.
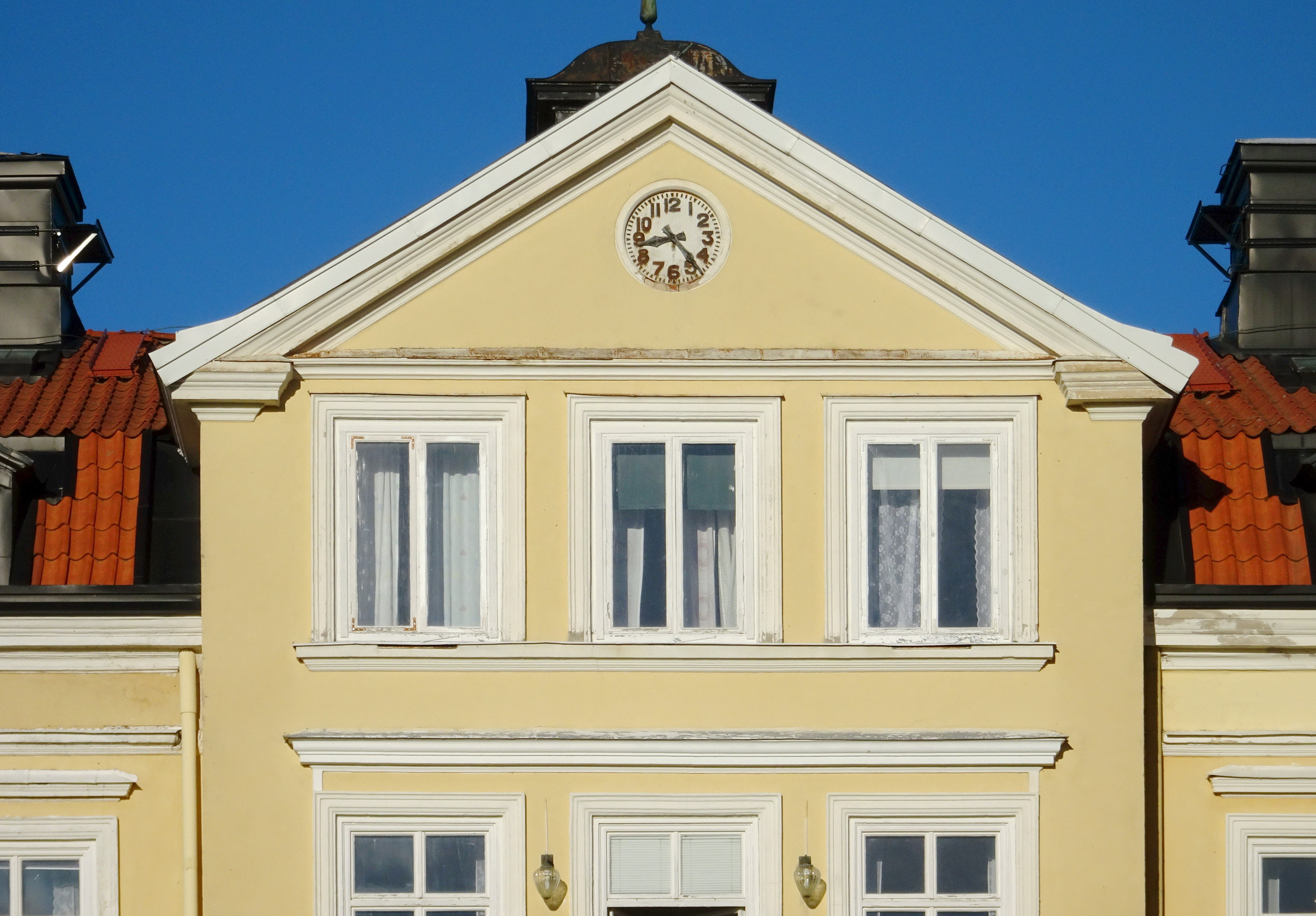
Södra frontespisen.
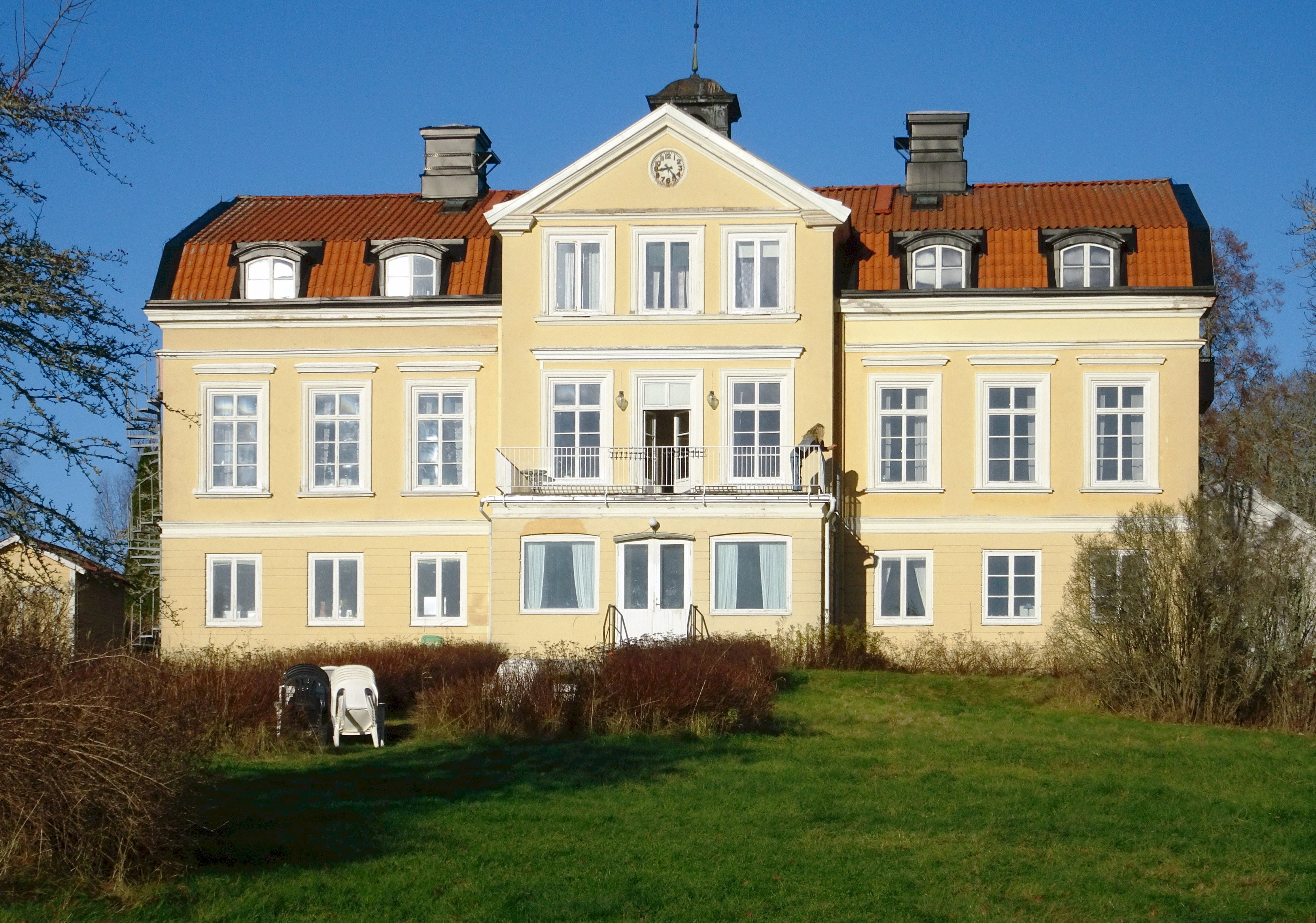
Huvudbyggnaden mot söder.

Övriga byggnader
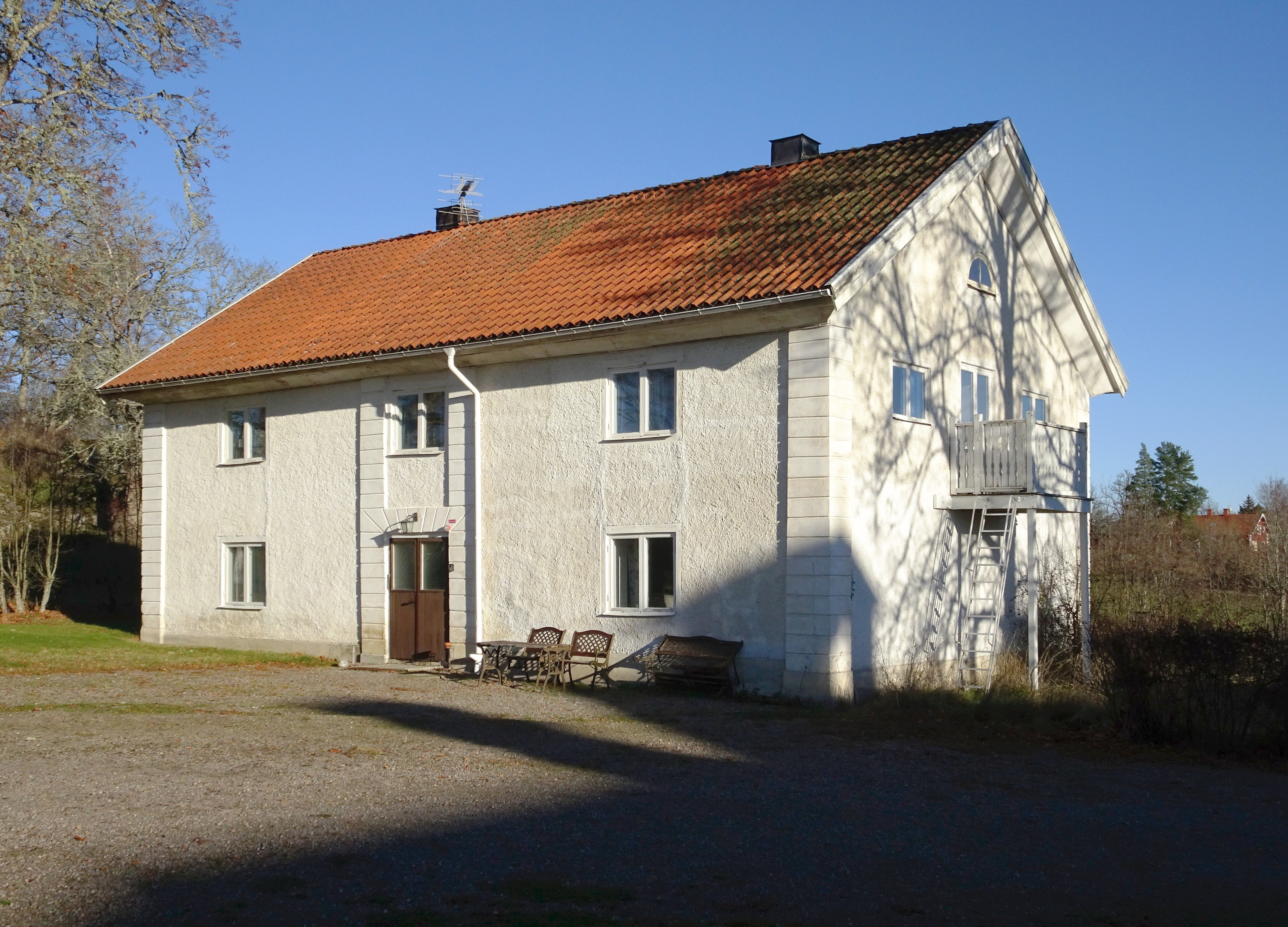
Östra flygeln.
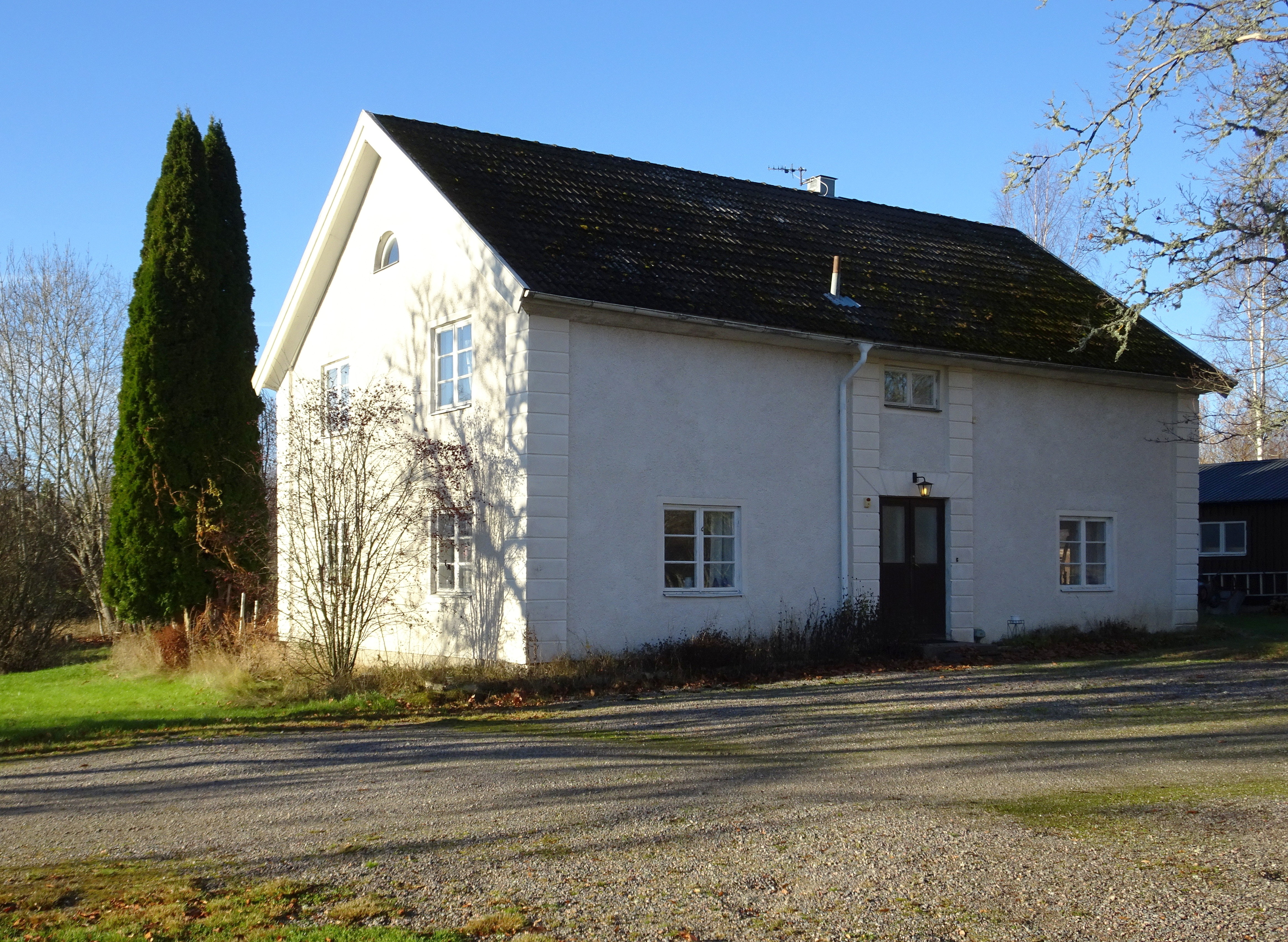
Västra flygeln.
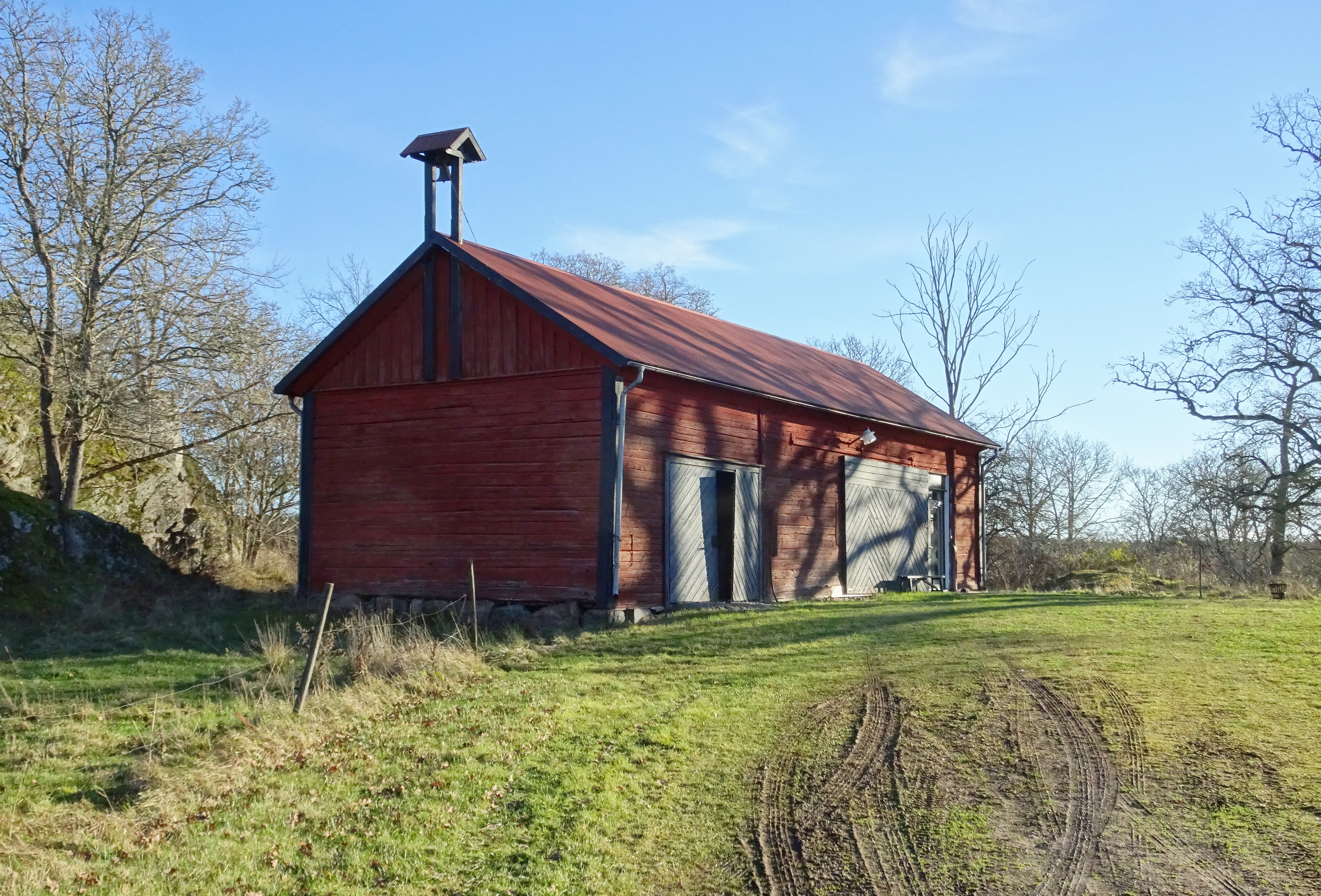
Ekonomibyggnad med vällingklocka tillhörande Fållökna gård.
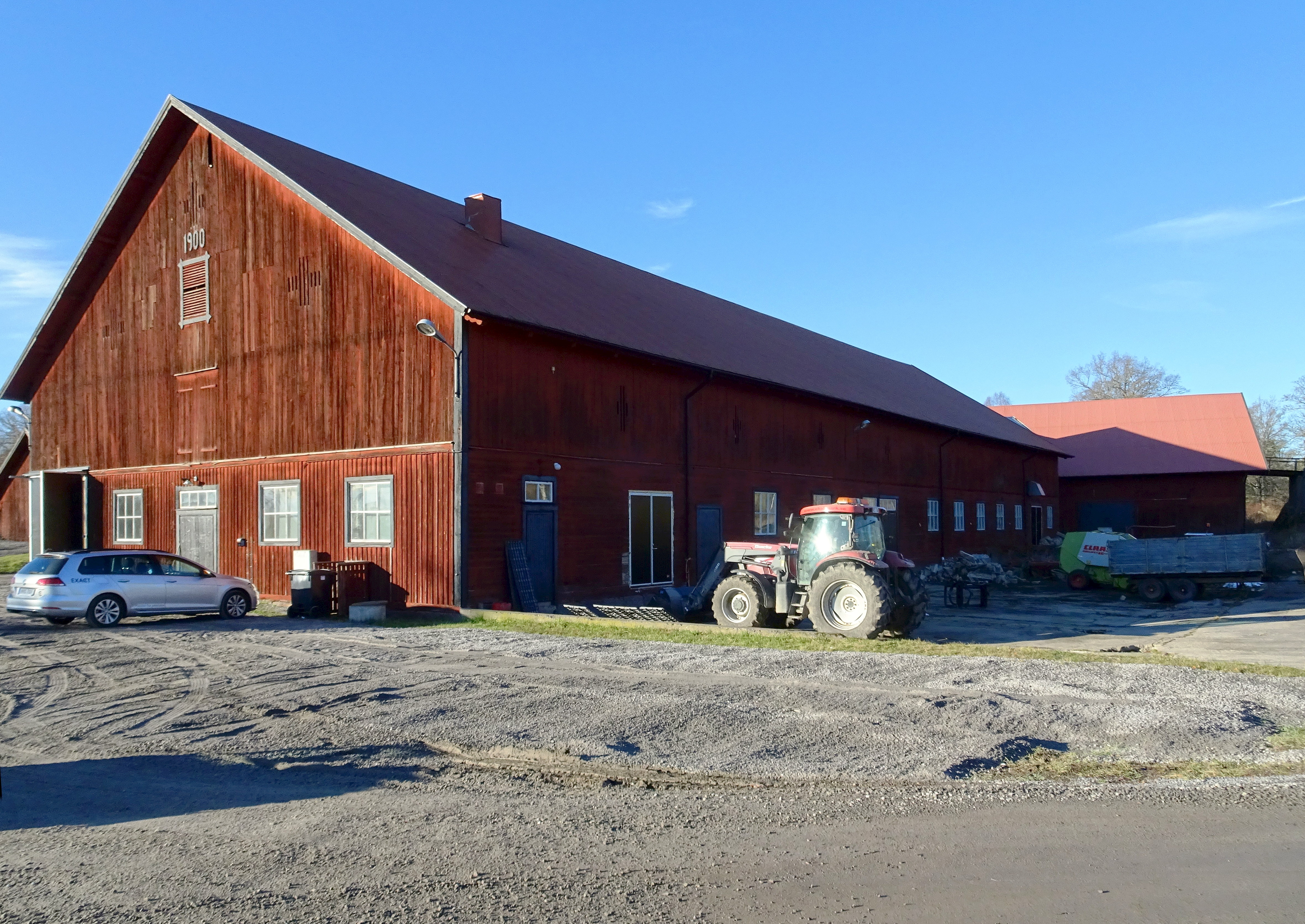
Ladugården från år 1900, tillhörande Fållökna gård.

Interiör
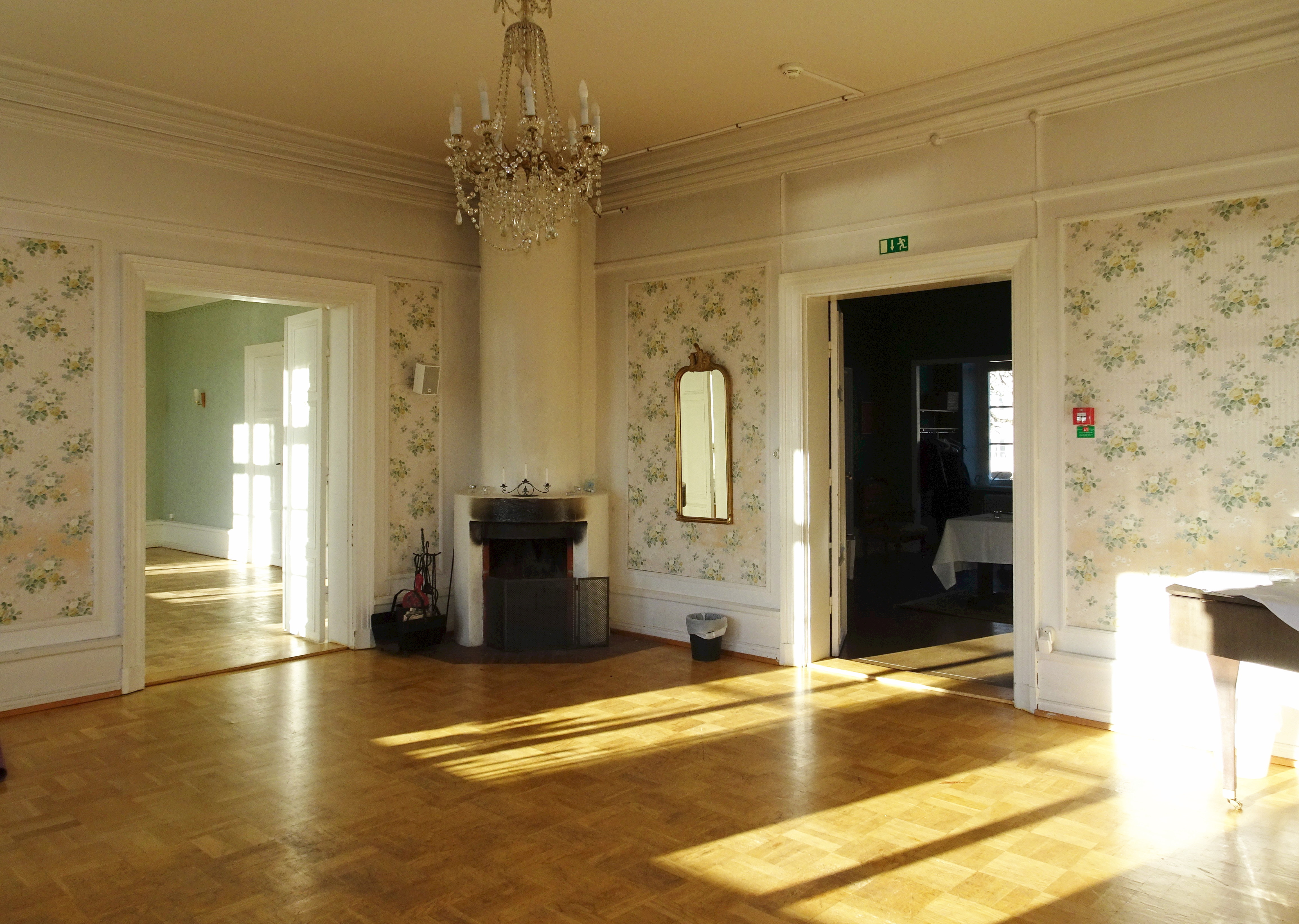
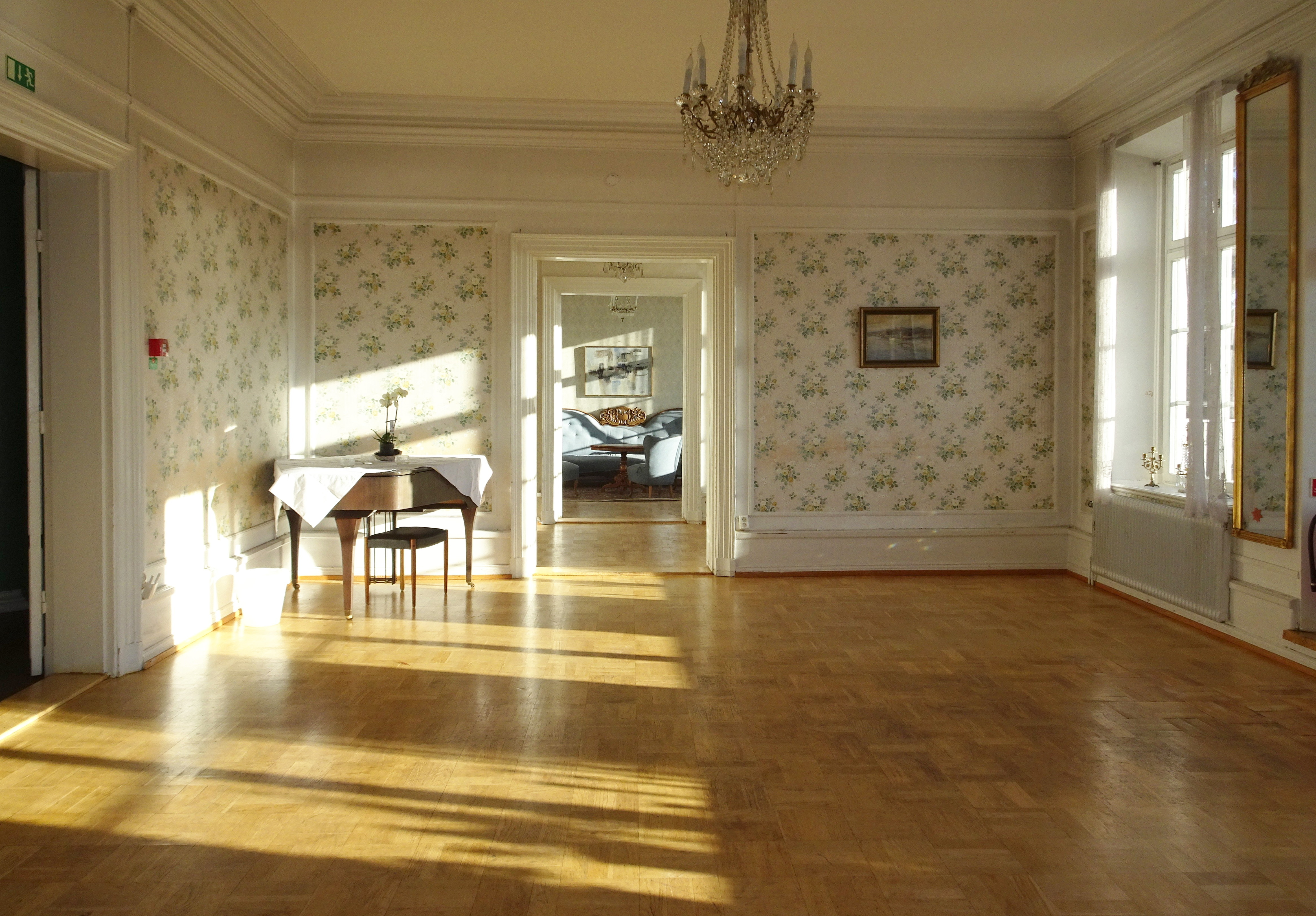
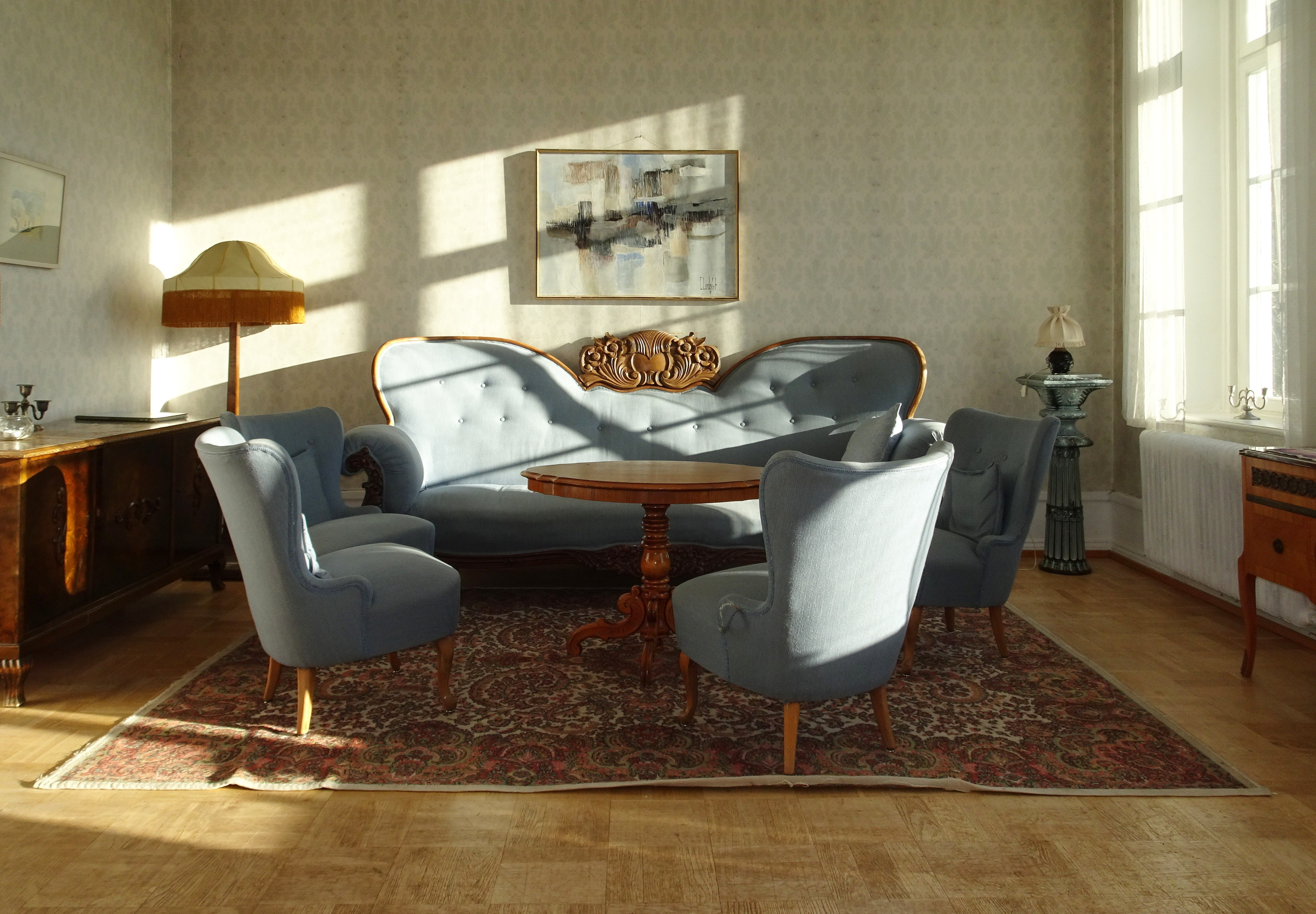
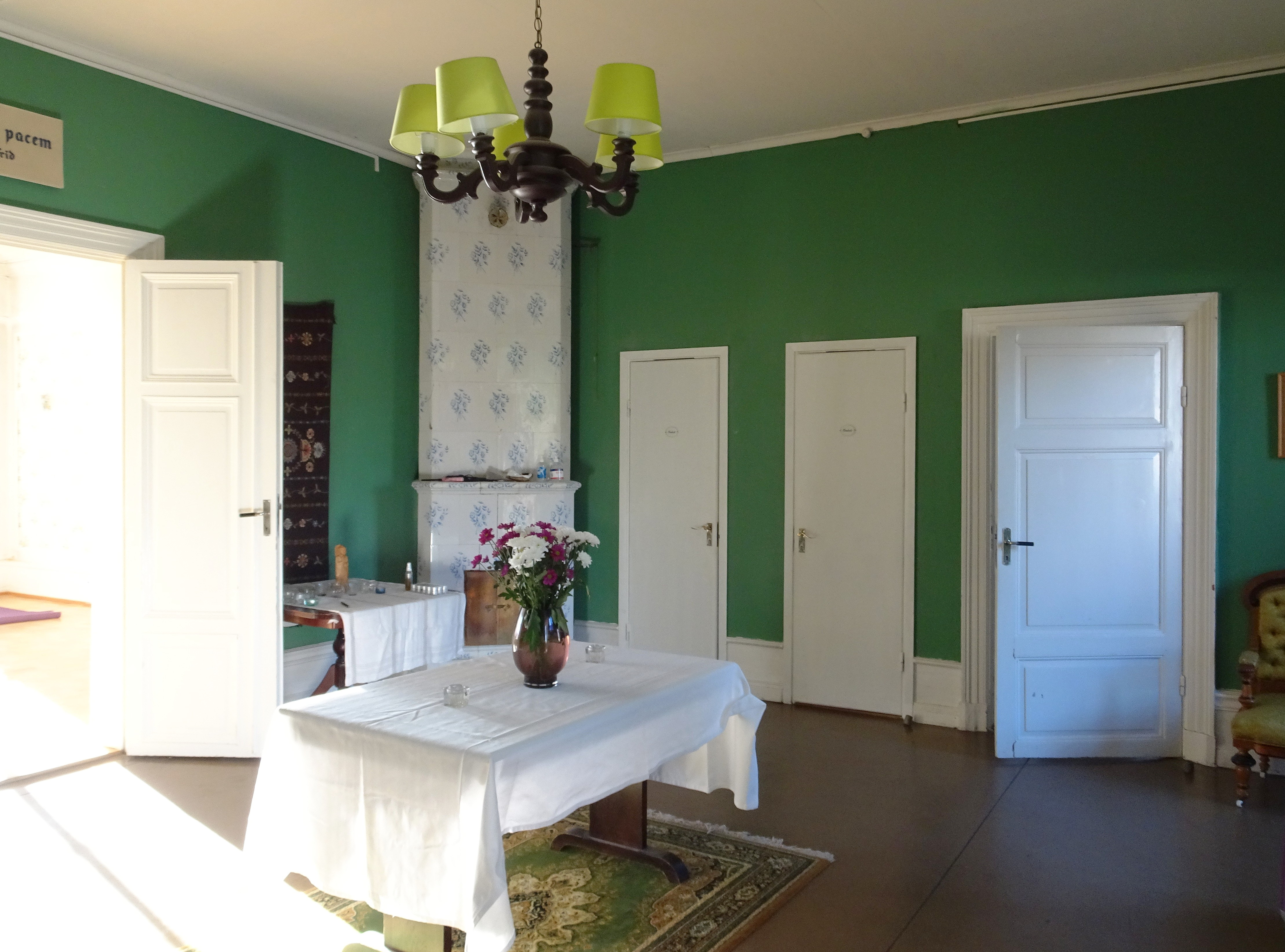